# Costa de Cabanyals
La Costa de Cabanyals és una costa de muntanya del terme municipal de Sant Quirze Safaja, a la comarca del Moianès.
Està situada en el vessant nord-est del pendís que davalla de la masia del Serrà i a migdia de la de Cabanyals, a la dreta del Rossinyol i a ponent dels Camps de Cabanyals. Al seu sud-est hi ha la Roca Gironella.